# Alexandr Pirogov
Alexandr Stěpanovič Pirogov (22. červnajul./ 4. července 1899greg. Rjazaň – 26. června 1964, ostrov Medvěžja Golova, Rjazaňská oblast) byl ruský sovětský operní zpěvák (bas).

## Život
Alexandr Pirogov se narodil v Rjazani jako pátý a nejmladší ze synů Stěpana Ivanoviče Pirogova, učitele hudby. Také tři z jeho bratrů se stali zpěváky, úspěchů dosáhl zejména Grigorij Pirogov. Stěpan Pirogov se do Rjazaně přestěhoval za výdělkem z vesnice Novosjolki.
Zpívat začal Alexandr v šestnácti letech. Zpěv studoval u Vasilije Ťuťunika na hudebně-dramatickém učilišti Moskevské filharmonické společnosti.
Vystupoval ve sboru Putovního divadla Revvojensovětu republiky (1919–1922) a byl sólistou moskevské Svobodné opery (bývalé Ziminovo operní divadlo, 1922–1924). V roce 1924 se stal sólistou Velkého divadla, kterým zůstal až do roku 1955. Za tu dobu v něm zpíval celý základní klasický ruský a světový basový repertoár a také řadu rolí v nových sovětských operách. Za vrchol Pirogovovy tvorby je považována role Borise Godunova ve stejnojmenné opeře Modesta Petroviče Musorgského.
Vystupoval také jako komorní zpěvák, v jeho repertoáru byly romance ruských skladatelů a lidové písně. Disponoval hlasem vzácné krásy a výrazu, širokého rozsahu a jedinečného zabarvení.
Na jedno funkční období byl zvolen poslancem Nejvyššího sovětu RSFSR.
Pirogov zemřel 26. června 1964 na ostrově Medvěžja golova na řece Oce. Je pohřben na Novoděvičím hřbitově.

## Ocenění
Byl nositelem mnoha uměleckých i společenských ocenění a vyznamenání, např.:
- národní umělec SSSR (1937);
- Stalinova cena prvního stupně (1943) za vynikající výsledky v oblasti divadelní-vokální umění.
- Stalinova cena prvního stupně (1949) za provedení hlavní role v opeře Boris Godunov M. P. Musorgského.
- dva řády Lenina (1937, 1951)

## Památka
Pirogova připomíná pamětní deska na domě v Brjusovově uličce v Moskvě, kde žil, a také památník na ostrově Medvěžja Golova, kde zemřel.
Ve vsi Novosjolki se nachází památník a muzeum bratří Pirogovových. Hudební škola v Rjazani nese jméno jeho a bratra Grigorije.